# The Wonders Still Awaiting
The Wonders Still Awaiting  je osmé studiové album německé symfonicmetalové kapely Xandria. Vyšlo 3. února 2023 u vydavatelství Napalm Records. Jde zároveň o první album, kde je hlavní zpěvačkou Ambre Vourvahis. 

## Seznam skladeb
Všechny skladby napsal(i) Xandria. 
| Pořadí         | Název                      | Délka |
| -------------- | -------------------------- | ----- |
| 1.             | Two Worlds                 | 7:08  |
| 2.             | Reborn                     | 5:13  |
| 3.             | You Will Never Be Our God  | 5:11  |
| 4.             | The Wonders Still Awaiting | 4:59  |
| 5.             | Ghosts                     | 5:26  |
| 6.             | Your Stories I'll Remember | 6:21  |
| 7.             | My Curse Is My Redemption  | 5:03  |
| 8.             | Illusion Is Their Name     | 5:07  |
| 9.             | Paradise                   | 5:02  |
| 10.            | Mirror of Time             | 6:41  |
| 11.            | Scars                      | 4:07  |
| 12.            | The Maiden and the Child   | 4:54  |
| 13.            | Astéria                    | 9:08  |
| Celková délka: | Celková délka:             | 74:20 |

## Obsazení
- Marco Heubaum – kytara, mužský zpěv, klávesy
- Ambre Vourvahis – zpěv
- Rob Klawonn – kytara
- Tim Schwarz – basová kytara
- Dimitrios Gatsios – bicí

Další umělci
- Ralf Scheepers – doprovodné vokály u „You Will Never Be Our God“

Produkce
- Zacarias Guterres – artwork